# Reggimento "Lancieri di Montebello" (8º)
Il Reggimento "Lancieri di Montebello" è un'unità dell'arma di cavalleria dell'Esercito italiano, ed ha sede a Roma presso la caserma "Cap. Camillo Sabatini M.O.V.M.". Oggi appartiene alla specialità "cavalleria di linea"; attualmente è inquadrato nella Brigata meccanizzata "Granatieri di Sardegna" di cui costituisce la pedina esplorante. Con altri reparti della stessa brigata concorre ai servizi protocollari del Cerimoniale di Stato ed alta rappresentanza svolti nella Capitale.

## Storia

### Dalle origini alla prima guerra mondiale
Il reggimento venne costituito il 16 settembre 1859 a Voghera come Cavalleggeri di Montebello, con Regio decreto del 25 agosto 1859 con tre squadroni provenienti dai reggimenti "Novara", "Aosta" e "Monferrato". Il nome deriva dalla Battaglia di Montebello del 20 maggio 1859, presso la piccola città di Montebello nella quale gli alleati franco-piemontesi sconfissero gli austriaci nel quadro della seconda guerra d'indipendenza. Nel corso della battaglia la brigata di cavalleria al comando del colonnello brigadiere Maurizio Gerbaix de Sonnaz, composta dai reggimenti "Novara", "Aosta" e "Monferrato", schierata a rinforzo di una divisione francese, con ripetute cariche respinse il V corpo d'armata austriaco.
Il 6 giugno 1860 il reggimento passò alla specialità lancieri assumendo la denominazione Reggimento "Lancieri di Montebello".
Negli anni 1861-1863 prese parte alla lotta al brigantaggio operando principalmente in Puglia nella zona del Tavoliere e nella Capitanata, con frequenti puntate anche in Basilicata e Molise. Nel 1866 prese parte alla terza guerra d'indipendenza.
La sua denominazione cambiò successivamente nel 1871 in 8º Reggimento di "Cavalleria Montebello", nel 1876 in Reggimento di "Cavalleria Montebello" e nel 1897 in Reggimento "Lancieri di Montebello" (8º).
Il reggimento non prese parte alle campagne coloniali sul finire del XIX secolo, ma inviò in Africa propri uomini in concorso ad altre unità.
Il reggimento prese parte alla prima guerra mondiale, combattendo a Peteano nel 1916, a Visnadello nel 1917, a Vittorio Veneto nel 1918 e fu fra i primi reparti ad entrare ad Udine liberata. Al termine del conflitto, in seguito al Regio decreto del 20 aprile 1920 venne sciolto nel maggio successivo, con lo stendardo custodito dal "Nizza". Il 24 maggio 1925 lo Stendardo veniva depositato al Museo di Castel Sant'Angelo e il 24 maggio 1935, con le insegne di tutti gli altri reggimenti delle varie Armi disciolti, veniva conservato al Vittoriano.

### La seconda guerra mondiale
Lo scoppio della seconda guerra mondiale vedeva in linea generale le forze armate italiane notevolmente distanziate sul piano tecnologico rispetto agli eserciti alleati.
In particolare l'arma di cavalleria, afflitta da mille remore conservatrici che nel ventennio tra le due guerre ne impedirono la meccanizzazione, entrava in guerra con le proprie unità ancora "a cavallo", cioè con armamento, addestramento, ordinamento e capacità complessive del tutto inadeguate rispetto alle esigenze della guerra meccanizzata. Con l'esclusione di alcuni reparti corazzati che vennero costituiti nei primi anni di guerra e impiegati autonomamente distaccati dai reggimenti cui solo nominalmente appartenevano, il grosso della cavalleria preferì conservare le proprie caratteristiche tradizionali benché ormai fosse chiaro a tutti che erano del tutto obsolete.
La riconversione di un paio di reggimenti di cavalleria in unità corazzate avvenne infatti con incolmabile ritardo e non poterono risultare impiegabili se non agli inizi del 1943. Montebello fu fra i reggimenti di cavalleria designati ad assumere fisionomia meccanizzata.
Il reggimento, disciolto dal 1920, fu ricostituito a fisionomia meccanizzata il 15 luglio 1942, in Ferrara presso il deposito dei "Lancieri di Firenze", con la denominazione di Raggruppamento Esplorante Corazzato (R.E.Co.) "Lancieri di Montebello" al comando del Colonnello Umberto Giordani, su due gruppi squadroni, ciascuno con due squadroni autoblindo, due squadroni moto e due squadroni semoventi da 47/32 e 75/18. Dal 15 luglio 1942 al 15 luglio 1943 l'organico del RECo subì diversi rimaneggiamenti. Nella primavera del 1943 costituitasi sempre a Ferrara la 135ª Divisione corazzata "Ariete II", il R.E.Co. passò alle dipendenze di tale grande unità insieme al Reggimento "Lancieri di Vittorio Emanuele II" (unico reggimento dell'arma riconvertito in unità corazzato con organico speculare a quello dei reggimenti carristi su carri medi) e il reggimento motorizzato “cavalleggeri di Lucca”.
All'inizio di luglio del 1943, il R.E.Co. veniva trasferito, a scaglioni, per ferrovia, nella zona di Roma, rischierato a difesa della capitale, prima a Castelnuovo di Porto, dove venivano completati gli organici con l'arrivo delle ultime autoblindo, e poi in località Isola Farnese, provvedendo a perfezionare il proprio addestramento.
Il reggimento, l'8 settembre, era accampato nella zona dell'Olgiata, a nord della capitale, tra la Cassia e la Claudia, con il comando ad Isola Farnese. Alle ore 20 circa i reparti appresero dell'armistizio firmato con gli alleati. Alle 22 il comando della Divisione "Ariete", che era a Campagnano comunicò lo stato di preallarme e alle 23,30 il reggimento ricevette dal comando dell'"Ariete" un preavviso di movimento. Ricevuto alle ore 0,30 l'ordine di movimento alle 2,30 si ha assicurazione dell'inizio, per portarsi al mattino dall'Olgiata nella città alle dipendenze della Divisione "Granatieri di Sardegna", attestandosi a ridosso della linea di capisaldi presidiata dal 1º Granatieri tra il Tevere e l'Ardeatina.
La prima azione è stata l'occupazione del caposaldo della Magliana, mantenuto per tutta la giornata del 9 settembre nonostante un contrattacco condotto dai tedeschi nel pomeriggio. All'alba del 10 settembre, rinnovatisi gli attacchi avversari e mancando lo spazio indispensabile alla manovra dei suoi reparti corazzati, il RECo "Lancieri di Montebello" fu costretto ad arretrare. Nella mattinata i combattimenti proseguirono intensi nella zona di Porta San Paolo, alla Piramide di Caio Cestio e alla stazione Ostiense. La resistenza è stata caparbia ed eroica fino alle 16.30 quando i reparti superstiti ripiegarono sul ponte Sublicio dove venne effettuata un'ultima disperata resistenza. Il RECo "Lancieri di Montebello" venne sciolto il successivo 16 settembre. Per questo fatto d'arme lo Stendardo del reparto è stato decorato con una medaglia d'argento al valor militare.

### Dal 1950 a oggi

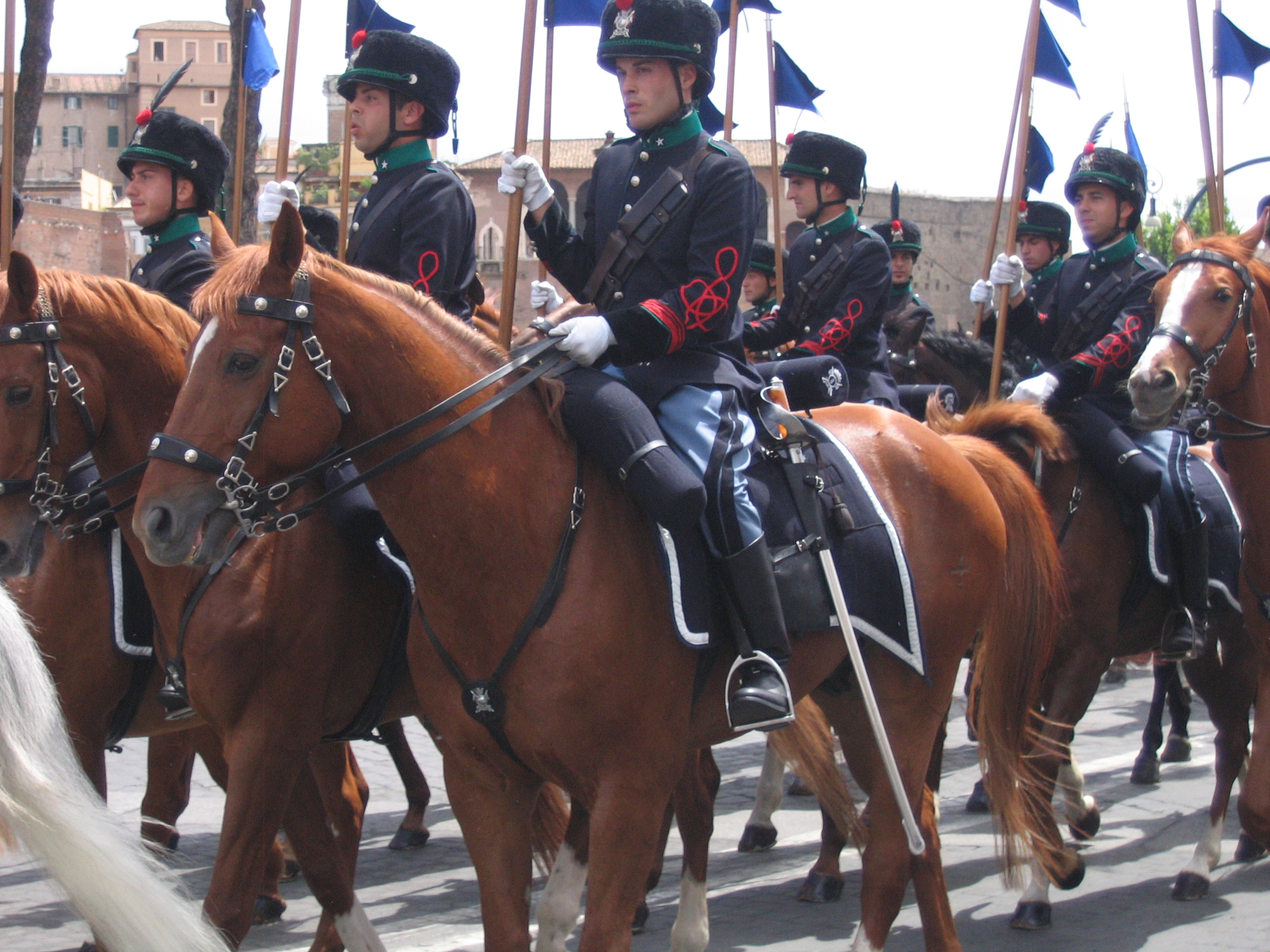
Reggimento "Lancieri di Montebello" (8º) in sfilata per la Festa della Repubblica italiana il 2 giugno 2007 a Roma

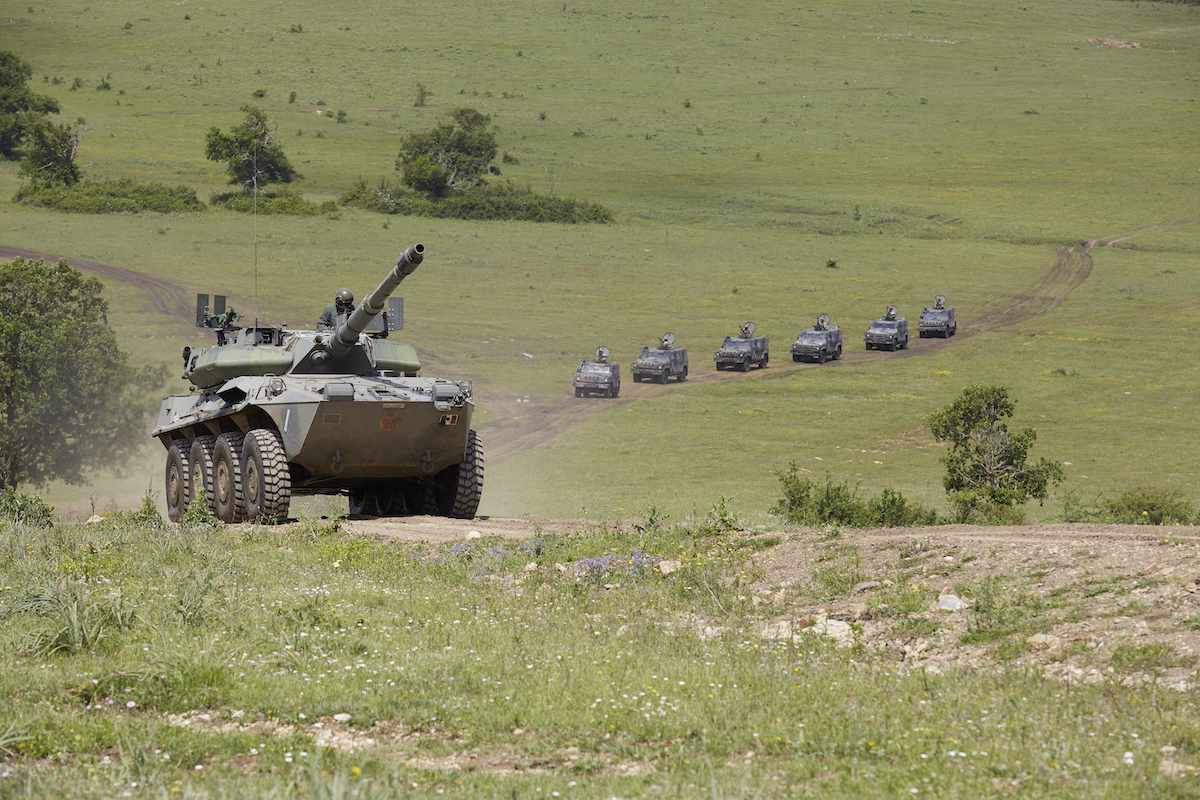
I "Lancieri di Montebello" durante un'esercitazione a Monte Romano 2019

Il reggimento fu ricostituito il 1º gennaio 1950 a Roma, come Gruppo Squadroni "Lancieri di Montebello". Inizialmente posto alle dipendenze del 4º Corpo d'Armata Alpino, già nel 1º maggio 1951 fu rischierato a presidio della Capitale a Tor di Quinto, inquadrato nella brigata meccanizzata insieme ai "Granatieri di Sardegna", trasformato in 8º Reggimento Cavalleria  "Lancieri di Montebello",  per riassumere la denominazione tradizionale di Reggimento "Lancieri di Montebello" (8°) dal 4 novembre 1958.
Con la ristrutturazione dell'Esercito Italiano del 1975, che aboliva il livello reggimentale il 30 settembre il reggimento venne riarticolato in 8º Gruppo squadroni corazzato "Lancieri di Montebello" e dal 1º luglio 1979, persa la componente corazzata, ha assunto la fisionomia di gruppo squadroni meccanizzato. Nel 1978 ha partecipato insieme ad altri reparti dell'esercito nella ricerca di Aldo Moro rapito dalle Brigate Rosse, supportando i carabinieri nei posti di blocco sulle strade a Roma.
Nel quadro del riordinamento della Forza Armata, con il ripristino del livello reggimentale, il 23 settembre 1992 il Reggimento venne subito impiegato con le nuove blindo "Centauro" in Somalia nella missione "Ibis".
Dalla Missione in Somalia in poi, il reggimento ha preso parte a tutte le missioni estere cui ha partecipato l'Italia. In particolare, unità del reggimento furono coinvolte nella battaglia del pastificio del 2 luglio 1993, dove cadde il sottotenente Andrea Millevoi, decorato di medaglia d'oro al valor militare.
Successivamente il Reggimento partecipa alle operazioni di ordine pubblico in Patria.
Nel marzo 2004 è stato costituito il gruppo squadroni a cavallo che affianca il gruppo squadroni blindato rilevandone gli impegni di rappresentanza.
Il 20 maggio di ogni anno (o la domenica immediatamente precedente), in occasione della commemorazione della Battaglia di Montebello (1859), un drappello di rappresentanza e la fanfara del Reggimento partecipano alla cerimonia che si svolge a Montebello della Battaglia per commemorare i caduti austriaci e franco-piemontesi.

## Impiego
Il reggimento ha fondamentalmente due diversi ambiti d'operazione:
- il gruppo squadroni blindato prende parte alle normali attività operative proprie dei reparti di cavalleria blindati, comprese le missioni all'estero in cui è impegnata l'Italia;
- il gruppo squadroni a cavallo, costituito nel 2004, è invece un'unità che presta servizio essenzialmente a Roma, dove monta di guardia a sedi istituzionali e assolve compiti di rappresentanza.

Alle dipendenze del reggimento vi è anche il Centro ippico militare di Roma.

## Soccorso alla popolazione
- Febbraio 2012: aliquote di personale e mezzi dell'8º Rgt. "Lancieri di Montebello" sono mobilitati per l'emergenza maltempo e sono intervenuti nel comune di Roma.[1]

## Onorificenze

### Decorazioni individuali
- Capitano Camillo Sabatini — Roma, Via Ostiense - Porta S. Paolo, 9-10 settembre 1943
- Sottotenente Andrea Millevoi — Mogadiscio, 2 luglio 1993

- Sergente Alfredo Solla — Roma, Via Ostiense, 10 settembre 1943

"Capo carro si portava col proprio mezzo in zona fortemente battuta dal fuoco, per meglio controllare l'azione avversaria. Manteneva la posizione per parecchie ore, causando gravi danni al nemico avanzante fino a che, colpito più volte ed incendiatosi il suo semovente, periva tra le fiamme che sole riuscivano a soffocare la sua indomita volontà di resistenza" (B.U. 1947, Disp. 12, pag. 1156)

## Insegne e Simboli

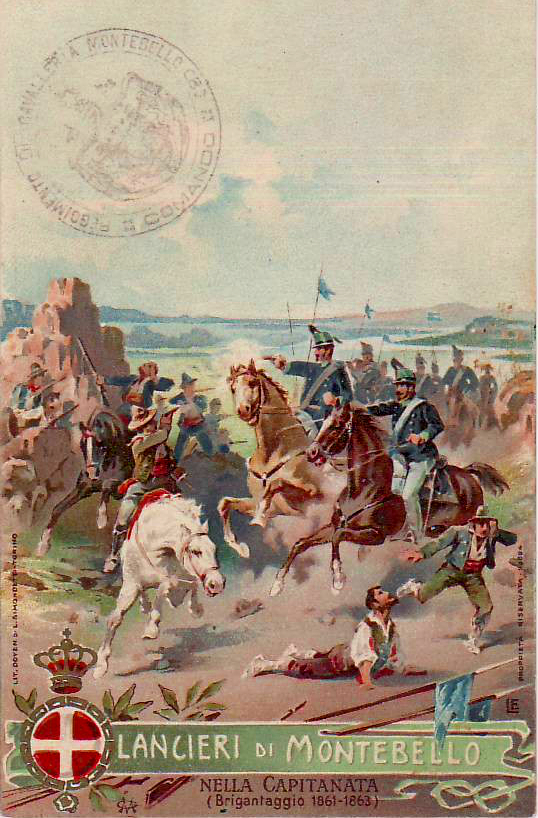
Vecchia cartolina militare a ricordo della campagna contro il brigantaggio in Capitanata 1861-1863

- Il fregio sul copricapo del reggimento è quello dei Lancieri, composto da due lance con banderuola incrociate caricate di una granata a fiamma dritta, recante il numero 8 distintivo del Reggimento. Il fregio indossato con il basco è in metallo argentato opaco poggiante su di un cerchio lucido , mentre quello per il berretto rigido è in ricamo o metallo dorato.
- Le mostrine del reggimento come per tutte le unità di Cavalleria di Linea sono le fiamme a tre punte, e richiamano i colori tradizionali dei baveri, verdi per il Reggimento "Lancieri di Montebello". Alla base della mostrina si trova la stella argentata a 5 punte bordata di nero, simbolo delle forze armate italiane.
- Lo stemma araldico del Reggimento è così articolato:
  - Scudo: Partito. Nel primo inquartato: a) di Voghera, che è d'oro all'aquila spiegata di nero, b) d'Aosta, che è di nero al leone d'argento armato e linguato di rosso, c) di Monferrato che è d'argento al capo di rosso, d) di Novara che è di rosso alla croce d'argento; nel secondo d'argento all'albero al naturale cimato di una stella d'azzurro a cinque punte, movente dalla punta di un monte pure al naturale, accostato da due draghi di verde affrontati e controrampanti, linguati e illuminati di rosso.
  - Ornamenti esteriori: al di sopra dello scudo una corona d'oro turrita di otto elementi (cinque visibili), accompagnata da un nastro azzurro annodato nella corona, scendente e svolazzante in sbarra e in banda al lato dello scudo. Sotto lo scudo su lista bifida d'oro, svolazzante, con la concavità rivolta verso l'alto, il motto "Impetu hostem perterreo".
  - Il primo campo dello scudo richiama, inquartati, gli stemmi di Voghera, sede di fondazione del reggimento, ed i reggimenti Aosta, Monferrato e Novara dai quali venne costituito il Montebello. Il secondo campo richiama invece lo stemma araldico del comune di Montebello della Battaglia (che deriva a sua volta da quello della prima famiglia feudale del luogo, i Delconte), con l'aggiunta della stella d'azzurro che richiama la Medaglia d'Argento al Valore Militare concessa al Reggimento, rappresentata anche dal nastro azzurro svolazzante dalla corona.

## Comandanti
|     | Grado     | Nome              | Cognome                             | Anni        |
| --- | --------- | ----------------- | ----------------------------------- | ----------- |
| 1.  | Ten. Col. | Eugenio           | Beraudo di Pralormo                 | 1859 - 1861 |
| 2.  | Col.      | Carlo             | d'Humilly de Chevilly               | 1861 - 1868 |
| 3.  | Col.      | Massimiliano      | Grimaldi di Bellino                 | 1861 - 1868 |
| 4.  | Col.      | Alfonso           | Crotti de Rossi de Costigliole      | 1877 - 1884 |
| 5.  | Col.      | Emilio            | Appelius                            | 1884 - 1887 |
| 6.  | Col.      | Cesare            | Cavalca                             | 1887 - 1888 |
| 7.  | Col.      | Alfredo           | Milon de Varaillon                  | 1888 - 1890 |
| 8.  | Col.      | Achille           | Frigerio                            | 1890 - 1894 |
| 9.  | Col.      | Eugenio           | Campanelli                          | 1894 - 1897 |
| 10. | Col.      | Carlo             | Ricci                               | 1897 - 1904 |
| 11. | Col.      | Giovanni          | Vercellana                          | 1904 - 1910 |
| 12. | Col.      | Ezio              | Appiotti                            | 1910 - 1912 |
| 13. | Col.      | Giovanni          | Pellegrini                          | 1912 - 1913 |
| 14. | Ten. Col. | Corrado           | Tamaio                              | 1913 - 1913 |
| 15. | Col.      | Luigi             | De Silvestris                       | 1913 - 1916 |
| 16. | Col.      | Giovanni          | Lombardi                            | 1916 - 1917 |
| 17. | Col.      | Vittorio          | Vialardi di Verrone                 | 1917 - 1917 |
| 18. | Col.      | Augusto           | Tavani                              | 1917 - 1920 |
| 19. | Col.      | Umberto           | Giordani                            | 1942 - 1943 |
| -   | Ten. Col. | Vincenzo          | Marini (G.E.D.)                     | 1950 - 1950 |
| -   | Magg.     | Enzo              | Antonelli Incalzi (G.E.D.)          | 1951 - 1951 |
| 20. | Col.      | Giulio            | De Sivo                             | 1951 - 1952 |
| 21. | Col.      | Arturo            | Valentinis                          | 1952 - 1954 |
| 22. | Col.      | Vincenzo          | de Notaristefani                    | 1954 - 1955 |
| 23. | Col.      | Pasquale          | Chieppa                             | 1955 - 1957 |
| 24. | Col.      | Giovanni          | Borsarelli                          | 1957 - 1959 |
| 25. | Col.      | Michele           | Cassano                             | 1959 - 1962 |
| 26. | Col.      | Riccardo          | Massimo                             | 1962 - 1963 |
| 27. | Col.      | Marco             | Bitossi                             | 1963 - 1965 |
| 28. | Ten. Col. | Ubaldo            | Bartoli                             | 1965 - 1965 |
| 29. | Col.      | Augusto           | Menzio                              | 1966 - 1967 |
| 30. | Col.      | Adalberto         | Cipriani                            | 1967 - 1968 |
| 31. | Col.      | Mario             | Imperiali d'Afflitto di Francavilla | 1968 - 1969 |
| 32. | Col.      | Massimo           | Ottaviani                           | 1969 - 1970 |
| 33. | Col.      | G. Battista       | Campanella                          | 1970 - 1971 |
| 34. | Col.      | Giovanni          | Carli                               | 1971 - 1972 |
| 35. | Col.      | Giovanni          | Guida Fantini                       | 1972 - 1973 |
| 36. | Co.       | Giuseppe          | D'Ambrosio                          | 1973 - 1974 |
| 37. | Col.      | Pietro            | Giannattasio                        | 1974 - 1975 |
| 38. | Ten. Col. | Matteo            | Porpora                             | 1975 - 1976 |
| 39. | Ten. Col. | Adriano           | D'Auria                             | 1976 - 1978 |
| 40. | Ten. Col. | Carlo             | Impavido                            | 1978 - 1980 |
| 41. | Ten. Col. | Giuseppe          | Perre                               | 1980 - 1981 |
| 42. | Ten. Col. | Riccardo          | Trevisan                            | 1981 - 1982 |
| 43. | Ten. Col. | Lucio             | Martinelli                          | 1982 - 1983 |
| 44. | Ten. Col. | Franco            | Streli                              | 1983 - 1984 |
| 45. | Ten. Col. | Gaetano           | Cigna                               | 1984 - 1986 |
| 46. | Ten. Col. | Giangabriele      | Carta                               | 1986 - 1988 |
| 47. | Ten. Col. | Giancarlo         | Messuti                             | 1988 - 1989 |
| 48. | Ten. Col. | Vittorio          | Serafini                            | 1989 - 1991 |
| 49. | Ten. Col. | Carmine           | Caramante                           | 1991 - 1992 |
| 50. | Col.      | Giancarlo         | Messuti                             | 1992 - 1993 |
| 51. | Col.      | Riccardo          | Treppiccione                        | 1993 - 1995 |
| 52. | Col.      | Vladimiro         | Alexitch                            | 1995 - 1996 |
| 53. | Col.      | Salvatore         | Fadda                               | 1996 - 1998 |
| 54. | Col.      | Mauro             | Setaccioli                          | 1998 - 2001 |
| 55. | Col.      | Claudio           | Bragaglia                           | 2001 - 2002 |
| 56. | Col.      | Alberto           | Facciolla                           | 2002 - 2003 |
| -   | Ten. Col. | Jean Marie Romain | Moyersoen (in s.v.)                 | 2003 - 2003 |
| 57. | Col.      | Bruno             | Morace                              | 2003 - 2004 |
| 58. | Col.      | Guglielmo Luigi   | Miglietta                           | 2005 - 2006 |
| 59. | Col.      | Gaetano           | Di Lorenzo                          | 2006 - 2008 |
| 60. | Col.      | Gianfranco        | Fedele                              | 2008 - 2011 |
| 61. | Col.      | Francesco         | Olla                                | 2011 - 2012 |
| 62. | Col.      | Michele M.        | Cavallucci                          | 2012 - 2013 |
| 63. | Col.      | Angelo            | Minelli                             | 2013 - 2014 |
| 64. | Col.      | Paolo             | Lorenzi                             | 2014 - 2015 |
| 65. | Col.      | Massimo           | Crocco Barisano Colizza             | 2015 - 2018 |
| 66. | Col.      | Giuseppe          | Cacciaguerra                        | 2018 - 2021 |
| 67. | Col.      | Sebastiano        | Barbagiovanni Gasparo               | 2021 - 2023 |
| 68. | Col.      | Alessandro        | Spissu                              | 2023 -      |